# Códice Techialoyan de Huixquilucan
Códice Techialoyan de Huixquilucan (engelska: Hemenway Codex) är en aztekisk kodex från postcolumbiansk tid (uppskattningsvis mellan år 1660 och 1690) i Huixquilucan, Mexiko. Det är en inbunden handskrift med 20 uppslag, varav många illustrationer samt text på nahuatl, aztekernas språk. 
Kodexen ingår i en grupp med flera techialoyanska kodexar, olika handskrifter med dokumentation över historien och grundandet av städer och byar för att upprätta indigenatsrätt av aztekerna. De är ofta skrivna i romerska versaler. Texterna är nedpräntade på amatl, ett pappersliknande material tillverkat av barkfiber, vilket användes av aztekerna och Mayakulturen till olika former av skrifter och illustrationer.
Kodexen är bevarat i fullständigt skick och finns utställt på Peabodymuseet i Cambridge i Massachusetts (USA). Den förvaltas av Harvard University och är ett av få bevarade handskrifter från den mesoamerikanska perioden. 